# Atelier (serie televisiva)
Atelier (ア ン ダ ー ウ ア?, Andāwea, letteralmente "Intimo") è una serie televisiva giapponese del 2015 prodotta da Fuji Television per Netflix.

## Trama
Si tratta di un dramma ambientato in una piccola Atelier di lusso chiamata Emotion, che ha sede nel quartiere Ginza di Tokyo. Il dramma è incentrato su Mayuko Tokita, una nuova impiegata, e la sua lotta per trovare il suo posto nell'azienda.
Al centro di questa lotta c'è il suo rapporto con Mayumi Nanjo, colei che ha fondato Emotion (personaggio ispirato a Anna Wintour, editrice di American Vogue).

## Episodi
| Stagione       | Episodi | Pubblicazione mondiale |
| -------------- | ------- | ---------------------- |
| Prima stagione | 13      | 1º dicembre 2015       |

## Cast
Il cast principale include:
- Mayuko Tokita (子 田 繭 子?, Tokita Mayuko), interpretata da Mirei Kiritani, è una "geek di tessuti" che si unisce a Emotion nel primo episodio.
- Mayumi Nanjo (南 上 マ ユ ミ?, Nanjō Mayumi), interpretata da Mao Daichi, è la fondatrice e presidente dell'Emotion. Evita la produzione di massa a favore di una produzione personalizzata di lingerie.
- Yuri Kouno (鴻 野 由 梨?, Kōno Yuri),  interpretata da Mayuko Kawakita, è la migliore amica di Mayuko che lavora per un'azienda di abiti da sposa .
- Mizuki Nishizawa (西 沢 瑞希?, Nishizawa Miyuki), interpretata da Wakana Sakai, è la senior designer di lingerie presso l'Emotion. In origine, ha lasciato Emotion per fondare un proprio marchio, ma successivamente torna in azienda.
- Jin Saruhashi (猿 橋 仁?, Saruhashi Jin), interpretato da Ken Kaito (海東 健?, Kaitō Ken), è il responsabile dell'ufficio. Si è unito a Emotion perché era appassionato del modo in cui Nanjo faceva affari.
- Fumika Iida (飯田 史香 Iida Fumika), interpretata da Maiko, è una senior lingerie designer dell'Emotion, che lascia la compagnia per unirsi a uno dei loro concorrenti.
- Reiko Tanaka (田中 麗 子?, Tanaka Reiko), interpretato da Masako Chiba (千 葉雅子?, Chiba Masako), l'impiegato più fidato di Nanjo, prende Mayuko sotto la sua ala quando arriva per la prima volta in azienda.
- Sousuke Himeji (介 路 宗 介?, Himeji Sōsuke), interpretato da Dori Sakurada, assistente di Jin. Più tardi si dimette dall'azienda per salvare la società dalla bancarotta e perseguire la propria carriera.
- Sarii Machida (衣 田 沙 里 衣?, Machida Sarii), interpretata da Nicole Ishida (石田 ニ コ ル?, Ishida Nikoru), è una modella con cui Mayuko fa amicizia. Più tardi nella serie, Machida trova il successo come top model.
- Naomichi Kaji, interpretato da Toshi Takeuchi, un giovane che, durante la serie, si unì a Emotion come part-timer. Sviluppa una cotta per Mayuko.
- Mr. Yamazaki, interpretato da Hisahiro Ogura, manager di Shikishima Coffee, dove Mayuko e Yuri si incontrano occasionalmente. Lui e Nanjo si conoscevano al liceo.
- Rin Nakatani, interpretata da Megumi Sato, manager di un negozio di Carolina Herrera che fa affari con Emotion.